# 杨彦敬
杨彦敬（?—？），西夏大臣，夏仁宗李乾顺时参知政事。
杨彦敬原任宣德郎，天盛十五年（1163年），杨彦敬以宣德郎充贺金正旦使，到达金中都（今北京市），朝见金世宗。回国后，杨彦敬任翰林学士，升任为参知政事。